# Suosaari (ö i Finland, Norra Savolax, Nordöstra Savolax)
Suosaari är en ö i Finland. Den ligger i sjön Saarijärvi och i kommunen Kuopio (tidigare Juankoski) i den ekonomiska regionen  Nordöstra Savolax ekonomiska region  och landskapet Norra Savolax, i den centrala delen av landet, 400 km nordost om huvudstaden Helsingfors. Öns area är 1 hektar och dess största längd är 130 meter i sydöst-nordvästlig riktning.